# Tornar a casa (pel·lícula de 2013)
Tornar a casa (originalment en anglès, Heart of the Country) és una pel·lícula dramàtica estatunidenca de 2013 escrita i dirigida per John Ward i protagonitzada per Jana Kramer i Gerald McRaney. A la història, quan el món d'uns rics famosos de Nova York està trasbalsat, ella haurà de recolzar-se en la família i les arrels del sud que va deixar fa temps. Està basat en una novel·la de Ward i Rene Gutteridge. S'ha doblat al català per TV3, que la va emetre per primer cop el 8 d'octubre de 2022.
La pel·lícula es va rodar a Wilmington (Carolina del Nord). Tracy Moore de Common Sense Media va atorgar a la pel·lícula tres estrelles de cinc.

## Repartiment
- Jana Kramer com a Faith
- Gerald McRaney com a Calvin
- Randy Wayne com a Luke
- Shaun Sipos com a Lee
- Anne Hawthorne com a Olivia